# Sepmeries

Sepmeries este o comună în departamentul Nord, Franța. În 1 ianuarie 2022 avea o populație de 645 de locuitori.